# J'aime regarder les filles
J'aime regarder les filles è un film del 2011 diretto da Fred Louf.

## Trama
10 maggio 1981. Inquilino di una stanza che non riesce a pagare, il diciottenne Primo, figlio di fiorai di provincia, incontra e si innamora della coetanea Gabrielle. La ragazza appartiene alla ricca borghesia parigina e Primo, pur di non rivelare le sue basse origini sociali, si inventa una nuova identità. Ma una serie di imprevisti sono in agguato.

## Nomination
| Anno | Premio       | Categoria                                | Risultato   |
| ---- | ------------ | ---------------------------------------- | ----------- |
| 2012 | Premio César | Miglior promessa maschile (Pierre Niney) | Candidato/a |